# Homogén függvény
A matematika homogén függvénynek nevezi az olyan függvényeket, melyek multiplikatív skálázási tulajdonsággal rendelkeznek: ha a függvény argumentumát egy faktorral megszorozzuk, a függvényérték ennek a faktornak valamely hatványával szorzódik. Precízebben fogalmazva, ha ƒ : V → W függvény egy F algebrai test fölötti két vektortéren és k egész szám, akkor ƒ k-ad fokon homogén függvény, ha

| {\displaystyle f(\alpha \mathbf {v} )=\alpha ^{k}f(\mathbf {v} )} | \| \| \| \| \| \| \| \| | (1) |
|                                                                   |                         |     |
|                                                                   |                         |     |
minden nemnulla α ∈ F és v ∈ V-re. Ebből következően skálafüggetlen is. Ha a szóban forgó vektorterek a valós számok felettiek, sokszor a homogenitás általánosabb fogalmát használják, ami csak annyit követel meg, hogy az (1) minden α > 0 esetben igaz legyen.